# 初鹿野菜月
初鹿野 菜月（はじかの なつき、2000年7月14日 - ）は、日本の女優。

## 略歴・人物
愛称は「なっちゃん」。丸美屋食品ミュージカル『アニー』をきっかけにして、4歳の頃から芸能生活をスタートする。ミュージカルを中心に活動している。2006年から児童劇団「大きな夢」に1年だけ所属しており、その後2008年からNEWSエンターテインメントに所属していた。TOURSミュージカル 『赤毛のアン』のミニーメイズ役を皮切りに、2010年から2011年まで劇団四季ミュージカル『サウンドオブミュージック』にブリギッタ役として出演する。また、2017年のときに『ある苅屋くんの人生』で初めてストレートプレイの舞台に出演した。
2017年より、好きな歌を好きなだけ歌う環境が欲しくて主催ライブ『Pastel Tone』を不定期に開催するほど、行動力がある人物である。しかし、TwitterやInstagram、Showroomなどは気分が乗ったときにしか更新しないなど
気分屋なところもある。
CherokeeMusicalLive 『夢の途中』にも出演をしており、そのライブではメインMCや総合監修を務めたりと多彩な才能を発揮している。
主催ライブの特典などで手作りお菓子などを配布をできるほどに料理上手であり、本人もお菓子作りは趣味と公言している。
趣味は舞台、お菓子作り、カラオケ。特技は歌、話す事(喋り始めると終わりが見えない脱線が多い)、言葉の母音変換である。

## 出演

### 舞台
- TOURS ミュージカル ｢赤毛のアン｣（2009年 8月、大宮ソニックシティ、新宿文化センター） ‐ ミニーメイズ 役
- ZEROPROJECT ミュージカル ｢トゥルークリスマス~奇跡のおまじないジングルジングラ~｣（2009年 12月、シアターサンモール ） ‐ 精霊 役
- 劇団四季 ミュージカル ｢サウンドオブミュージック｣（2009年6月 - 2010年3月、四季劇場［秋］） - ブリギッタ 役
- ジョーズカンパニー ミュージカル ｢シュガー~空色のプールサイド~｣（2012年8月、［劇］小劇場） - 三尾柚名 役
- ミュージカルスクエア ミュージカル ｢5つめのお願い｣（2014年12月、三鷹市芸術文化センター 星のホール） - 青の神 瑠璃紺能智神 役
- ミュージカル座 ミュージカル｢ニッキー｣（2016年5月、光が丘IMAホール） - ドロシー 役
- LIVEDOGプロデュース ｢ある苅屋くんの人生｣ [5]（2017年6月、新宿村LIVE） - 佐藤たかこ 役
- アリスインプロジェクト ｢バックイン･ミレニアム｣[6]（2017年8月、新宿村LIVE） - 水元恵令奈 役
- カナダ建国150周年記念コンサート 音楽劇「赤毛のアン」（2017年11月、東京国際フォーラム ホールC） - 少女プリシー 役・少女ルビー 役
- REDNOWLANDプロデュース 「薄荷と檸檬、そしてモノクローム。」(2018年5月、八幡山ワーサルシアター)
- ミュージカル座 ミュージカル「ニッキー」(2018年8月、光が丘IMAホール) - ドロシー 役
- ミュージカル座 ミュージカル「ひめゆり」 [7](2019年7月、戸田市文化会館) - ちよ 役
- ミュージカル座 ミュージカル「コンチェルト」(2020年8月、キンケロシアター) ｰ ソラ役
- TEAMRevArt 「恋砂」(2021年8月、中野テアトルBON BON) 未来役(主演)
- 劇団ココア「鳩時計」(2021年9月、荻窪小劇場) 天使役
- 劇団ココア「ロストマン」(2021年11月、荻窪小劇場) クラリス役(ヒロイン)
- 劇団ココア 演劇祭り2021「Masquerade」(2021年12月、荻窪小劇場) エミリア役
- TEAMRevArt イベント公演「アオイ」(2022年1月、絵空箱) 蒼役(ヒロイン)
- 劇団ココア「魔女エステリーゼの事件簿ｰ花嫁と悪魔編ｰ」(2022年1月、［劇］小劇場) マリア役(レギュラーキャスト)
- 下山男澤「MASK」(2022年3月、千本桜ホール) 笑美役(ヒロイン)

### 映画
- ｢アバター｣（2011年4月公開）- 阿武隈川道子（主人公幼少期）役

### VP
- ベネッセ｢こどもちゃれんじ しまじろうミュージック｣
- ベネッセ]こどもちゃれんじ ぷち あいさつ特集｣
- ベネッセ｢こどもちゃれんじ ぽけっと 森のお店屋さん｣

### TV
- ｢胸キュン！ジェネレーション天国｣再現VTR - ケンタッキーを食べる女の子役

### CM
- ｢キョーリン製薬｣（2011年4月~）
- ｢ホームプロ｣（2018年3月～）

### ライブ
- ｢高畑翼~Angellive~｣（2016年5月、スタジオK Studio2）
- ｢素敵な後輩たちを堪能する会｣（2016年10月、赤坂CHANCEシアター）
- ｢高畑翼~Angellive~Vol.2｣（2017年1月、スタジオK Studio2）
- ｢素敵な後輩たちを堪能する会~ライブバージョン~｣（2017年2月、FioreFelice）
- ｢PastelTone Vol.1｣（2017年9月、FioreFelice）
- ｢PastelTone Vol.2｣（2017年12月、赤坂CHANCEシアター）
- ｢PastelTone Vol.3｣（2018年2月、FioreFelice）
- ｢PastelTone Vol.4｣（2019年5月、板橋ファイト！）